# Burn (album)
Pour les articles homonymes, voir Burn.
Albums de Deep Purple
Who Do We Think We Are
(1973) Stormbringer
(1974)
Singles
1. Might Just Take Your Life
Sortie : 12 février 1974
2. Burn (Edit)
Sortie : 1974

Burn est le huitième album studio du groupe de hard rock britannique Deep Purple. Il sort le 15 février 1974 sur le label Purple (EMI) en Europe et Warner Bros. Records aux États-Unis et au Japon et est produit par le groupe. Il s'agit du premier album de la Mark III du groupe, avec David Coverdale et Glenn Hughes remplaçant Ian Gillan et Roger Glover.

## Historique
Cet album est enregistré en novembre 1973 à Montreux en suisse avec l'aide du studio mobile Rolling Stones. Le changement de direction musicale est radical, le groupe incorporant des sonorités soul (la voix de Hughes), funky (la basse du même Hughes) et blues (la voix de Coverdale) à son hard rock. Coverdale et Hughes se partagent le chant sur tous les titres à l'exception de Mistreated que Coverdale chante seul et A 200 qui est un titre instrumental. Jon Lord délaisse par moments son orgue Hammond pour le piano électrique (What's Goin' On Here) ou le synthétiseur (A 200).
L'album est classé dans le top 10 de nombreux pays (États-Unis, Royaume-Uni, Canada, Australie...) et atteint même la première place en Allemagne, Autriche et Norvège. En France il se hisse à la 4e place et est certifié Disque d'or en 1977 pour plus de 100 000 exemplaires vendus.

## Titres
Toutes les titres sont signés par  Ritchie Blackmore, David Coverdale, Jon Lord et Ian Paice et Glenn Hughes, sauf indication contraire. Glenn Hughes participe à l'écriture de l'album, mais n'est pas crédité pour des raisons contractuelles. La réédition de 2004 le crédite à l'écriture de tous les titres, sauf Sail Away, Mistreated, "A" 200 et Coronarias Redig.
Tous les titres sont chantés par David Coverdale et Glenn Hughes, sauf Mistreated qui est chanté par David Coverdale seul, et "A" 200 qui est un instrumental.

### Face 1
| No | Titre                     | Auteur               | Durée |
| -- | ------------------------- | -------------------- | ----- |
| 1. | Burn                      |                      | 6:05  |
| 2. | Might Just Take Your Life |                      | 4:36  |
| 3. | Lay Down, Stay Down       |                      | 4:15  |
| 4. | Sail Away                 | Blackmore, Coverdale | 5:48  |

### Face 2
| No | Titre                | Auteur                 | Durée |
| -- | -------------------- | ---------------------- | ----- |
| 5. | You Fool No One      |                        | 4:47  |
| 6. | What's Goin' On Here |                        | 4:55  |
| 7. | Mistreated           | Blackmore, Coverdale   | 7:25  |
| 8. | "A" 200              | Blackmore, Lord, Paice | 3:51  |

| 9.  | Coronarias Redig (titre inédit) | Blackmore, Lord, Paice | 5:30 |
| 10. | Burn (remix)                    |                        | 6:00 |
| 11. | Mistreated (remix)              | Blackmore, Coverdale   | 7:28 |
| 12. | You Fool No One (remix)         |                        | 4:57 |
| 13. | Sail Away (remix)               | Blackmore, Coverdale   | 5:37 |

## Musiciens
- Ritchie Blackmore : guitare
- David Coverdale : chant
- Glenn Hughes : basse, chant
- Jon Lord : orgue Hammond B3, piano, synthétiseur ARP
- Ian Paice : batterie

## Charts et certifications
| Pays        | Durée du classement | Meilleur classement |
| ----------- | ------------------- | ------------------- |
| Allemagne   | 13 semaines         | 1er                 |
| Australie   | 17 semaines         | 5e                  |
| Autriche    | 36 semaines         | 1er                 |
| Canada      | 22 semaines         | 7e                  |
| États-Unis  | 30 semaines         | 9e                  |
| France      | 16 semaines         | 4e                  |
| Italie      | -                   | 3e                  |
| Norvège     | 22 semaines         | 1er                 |
| Pays-Bas    | 4 semaines          | 7e                  |
| Royaume-Uni | 21 semaines         | 3e                  |

| Pays        | Certification | Ventes    | Date       |
| ----------- | ------------- | --------- | ---------- |
| États-Unis  | Or            | 500 000 + | 20/03/1974 |
| France      | Or            | 100 000 + | 1977       |
| Royaume-Uni | Or            | 100 000 + | 01/07/1974 |

### Charts singles
| Date | Single                    | Chart           | Durée du classement | Position |
| ---- | ------------------------- | --------------- | ------------------- | -------- |
| 1974 | Might Just Take Your Life | Hot 100         | 4 semaines          | 91e      |
| 1974 | Might Just Take Your Life | RPM Top Singles | 4 semaines          | 84e      |